# ایزابل می
ایزابل می (به انگلیسی: Isabel May) (زاده ۲۱ نوامبر ۲۰۰۰) یک هنرپیشه اهل ایالات متحده آمریکا است. او در سریال الکسا و کتی نتفلیکس در نقش کتی کوپر بازی کرد و در سریال شلدون جوان از شبکه سی‌بی‌اس به‌عنوان ورونیکا دانکن ایفای نقش کرد. او نقش اصلی زویی هال را در فیلم بگریز مخفی شو مبارزه کن محصول دیلی وایر داشت. ایزابل می همچنین راوی و قهرمان اصلی سریال سریال ۱۸۸۳ محصول شبکه پارامونت پلاس+ و همچنین راوی سریال ۱۹۲۳ است.